# Ministério da Defesa Nacional (Coreia do Sul)
O Ministério da Defesa Nacional (em coreano: 대한민국 국방부; hanja: 大韓民國 國防部; romaniz.: Daehanminguk Gukbangbu) é um departamento do governo da Coreia do Sul responsável pela direção e organização das Forças Armadas da Coreia do Sul.